# Monika Stańczak
Monika Stańczak, primo voto Białogór, secundo voto Jankowska (ur. 20 marca 1976) – polska koszykarka występująca na pozycji silnej skrzydłowej.

## Osiągnięcia

### Drużynowe
- Mistrzyni Polski (1995)[1]
- Brązowa medalistka mistrzostw Polski (1994)[2][3]

### Indywidualne
- Uczestniczka meczu gwiazd PLKK (2003)[4][5]